# Fårporten
Fårporten eller Benjaminporten var den port i Jerusalems stadsmur genom vilken offerlammen för morgon- och aftonoffer fördes in i staden. 
Den låg i den nordöstra delen av staden, nära templet.

## Bibelcitat
| ”          | Översteprästen Eljashiv och de andra prästerna började nu bygga upp Fårporten, och de välsignade den och satte in dörrar | „ |
| – Neh. 3:1 | |   |

| ”           | Mellan Hörnloftet och Fårporten arbetade guldsmederna och köpmännen | „ |
| – Neh. 3:32 |                                                                     |   |